# Іоанн Шавліані
 Іоанн (Йоване) I (груз. ივანე (იოვანე) შავლიანი; д/н — 873) — 5-й цар-узурпатор Абхазії у 871—873 роках.

## Життєпис
Походив зі знатного сванського роду Шавліані. Про його діяльність обмаль відомостей. Наприкінці панування абхазького царя Георгія I або невдовзі після його смерті 871 року став коханцем дружини останнього. Підмовив її вбити спадкоємця трону Тінена. За цим захопив владу в державі. Намагався вбити іншого претендента на трон Баграта, але невдало. Для зміцнення становища свого роду оженив сина Адарнасе на доньці Гуарама, еріставі Кларджеті.
Протистояв спробам Баграта I, ерісмтвара Іберії повернути собі область Шида Іберія. Помер Іоанн I у 873 році. Йому спадкував син Адарнасе.